# آلبرتو کاواسین
آلبرتو کاواسین (انگلیسی: Alberto Cavasin؛ زادهٔ ۹ ژانویهٔ ۱۹۵۶) بازیکن فوتبال اهل ایتالیا است.
از باشگاه‌هایی که در آن بازی کرده‌است می‌توان به باشگاه فوتبال هلاس ورونا، باشگاه فوتبال باری، باشگاه فوتبال پادوا، باشگاه فوتبال چزنا، باشگاه فوتبال آتالانتا، باشگاه فوتبال آولینو، و باشگاه فوتبال اسپال اشاره کرد.
وی همچنین در تیم‌های ملی فوتبال ایتالیا بازی کرده‌است.